# Pyrinia faragita
Pyrinia faragita es una especie de polilla de la familia Geometridae. La especie fue descrita por primera vez por William Schaus habiendo sido descrita en 1918, con distribución en la isla Trinidad.